# Estádio Major Antônio Couto Pereira
O Estádio Major Antônio Couto Pereira, conhecido simplesmente como Couto Pereira, é um estádio de futebol brasileiro, de propriedade do Coritiba Foot Ball Club. Está localizado no bairro Alto da Glória, em Curitiba, capital do estado do Paraná. Os torcedores o chamam carinhosamente de "Couto". Foi inaugurado em 15 de novembro de 1932, com uma partida de futebol entre o Coritiba e o America-RJ,  quando o time da casa venceu por 4 a 2.

## Nome
O Estádio Major Antônio Couto Pereira, mais conhecido como Couto Pereira, foi batizado em homenagem ao Major Antônio Couto Pereira, ex-presidente do Coritiba. A mudança de nome do estádio, originalmente chamado Estádio Belfort Duarte, ocorreu em 1977, um ano após o falecimento do Antônio Couto Pereira.
O primeiro mandato de presidência do Major Couto Pereira (1928-1934) foi marcada por um marco histórico: a construção do estádio próprio do Coritiba. Em 1928, ele adquiriu um terreno no Alto da Glória para a construção do estádio, que seria inaugurado em 1932.
O estádio foi inaugurado em 1932 com o nome de Estádio Belfort Duarte, em homenagem a um dos fundadores da Associação Atlética Mackenzie College, o primeiro clube de futebol formado por brasileiros em 1895. Belfort Duarte, figura pioneira do esporte no país, teve um papel fundamental na introdução e popularização do futebol no Brasil.
Em reconhecimento à sua dedicação e importância para o Coritiba, o nome do estádio foi mudado para Estádio Major Antônio Couto Pereira em 1977. A homenagem perpetuou o legado do Major Antônio Couto Pereira, que faleceu em 12 de novembro de 1976, aos 80 anos.

## Estrutura
Com a inauguração do Setor Pro-Tork, na Rua Mauá, e a construção de uma nova saída na curva dos fundos, o Couto Pereira passou a ter capacidade oficial liberada pelo Corpo de Bombeiros de 40 502 espectadores, assim distribuídos:
- Arquibancadas Coritiba: 17 473

- Arquibancadas visitantes: 4 007
- Cadeiras Pro Tork: 4 443
- Camarotes Pro Tork: 456
- Cadeiras Mauá: 6 770
- Cadeiras sociais inferiores: 2 019
- Cadeiras sociais superiores: 4 673
- Cadeiras Tribunas de Honra: 202
- Camarotes Inferior/Superior: 377
- Cabines de Imprensa: 82

No estádio estão localizados quarenta e três sanitários, sendo vinte femininos e vinte e três masculinos. Existem também vinte lanchonetes e cinco vestiários (Coritiba, visitante, arbitragem feminino e masculino, e antidoping), além de estacionamento com 400 vagas. Para a segurança existem cento e vinte e sete câmeras e uma central de monitoramento que acompanha a movimentação dos torcedores.
O campo possui medidas de 105 x 68 metros, com grama do tipo Bermuda Tifway 419.

### O estádio
Todos os lugares do Estádio do Coritiba são numerados. Um sistema de ingressos confeccionados em meio magnético e de catracas eletrônicas possibilita a setorização, que é feita pela identificação de cores.
Na atual fase de reformas, cerca de quinze mil novas cadeiras foram afixadas em diversos setores, ampliando o conforto e a segurança.
Anexa ao estádio está a loja "Coxa Store", que vende produtos licenciados e materiais esportivos do Coritiba.
O Estádio Couto Pereira está equipado com elevadores para o acesso da imprensa e de autoridades às cadeiras superiores.
O maior público registrado foi de setenta mil pessoas, em 5 de julho de 1980, na visita do Papa João Paulo II. Já o maior público em uma partida de futebol ocorreu em 15 de maio de 1983, entre o Atlético Paranaense e o Flamengo, com 67 391 pessoas.

## História

### Antes do estádio

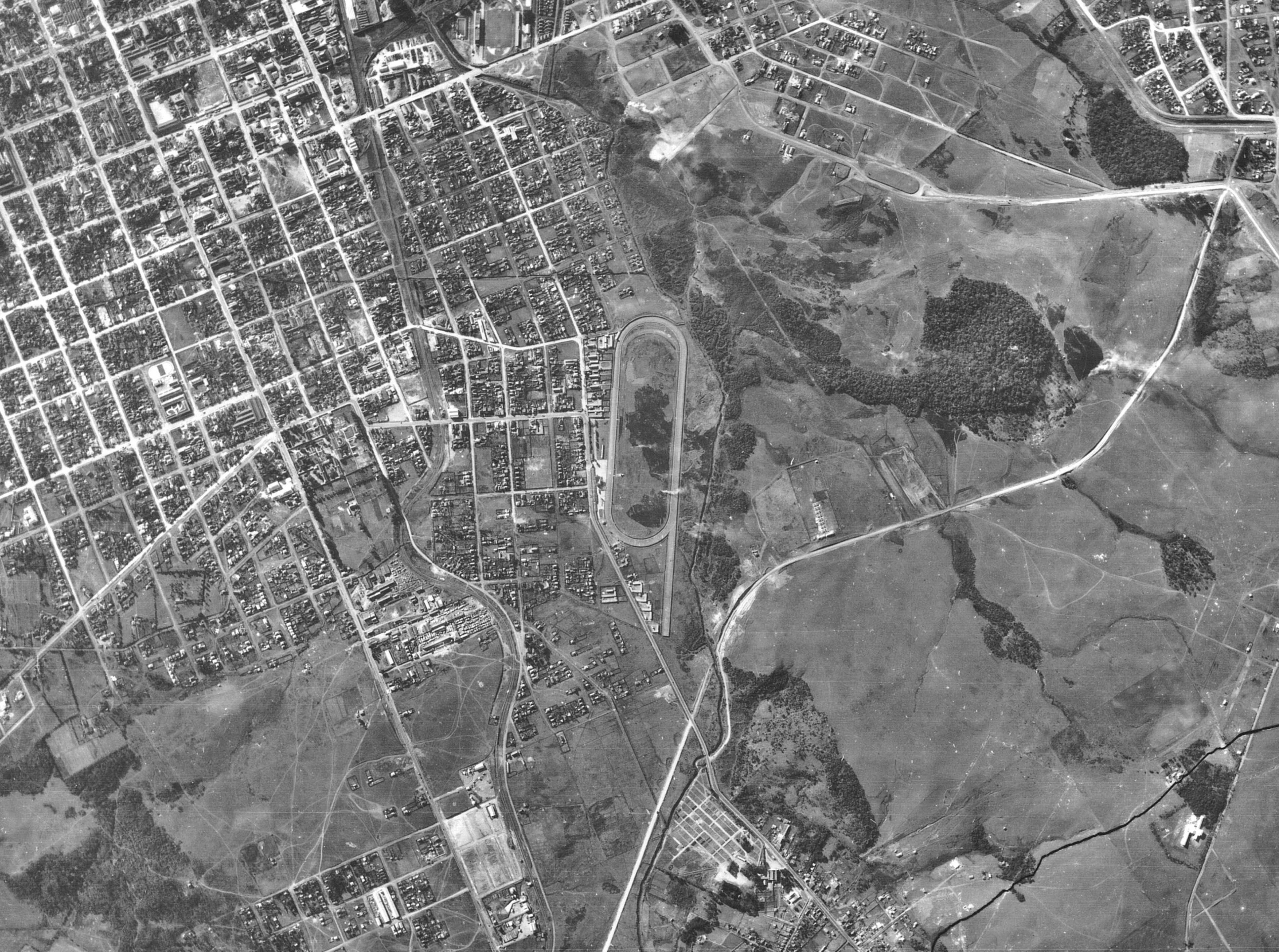
Vista aérea do antigo Jockey Clube em 1952.

#### Estádio Prado do Guabirotuba
O Coritiba foi o primeiro clube a ser fundado na história do futebol paranaense, em 1909. Na época, não havia estádios para a prática do futebol em Curitiba e no estado do Paraná. Por isso, o Coxa mandava seus jogos no Prado do Guabirotuba, antigo Jockey Clube do Paraná, onde hoje está localizada a Pontifícia Universidade Católica do Paraná (PUC-PR). 
A área utilizada foi inaugurada enfrente a principal arquibancada do Jockey Clube, em 06/1910. E o estádio foi utilizado para treinos e partidas amistosas até 1915 com a criação do Campeonato Paranaense.

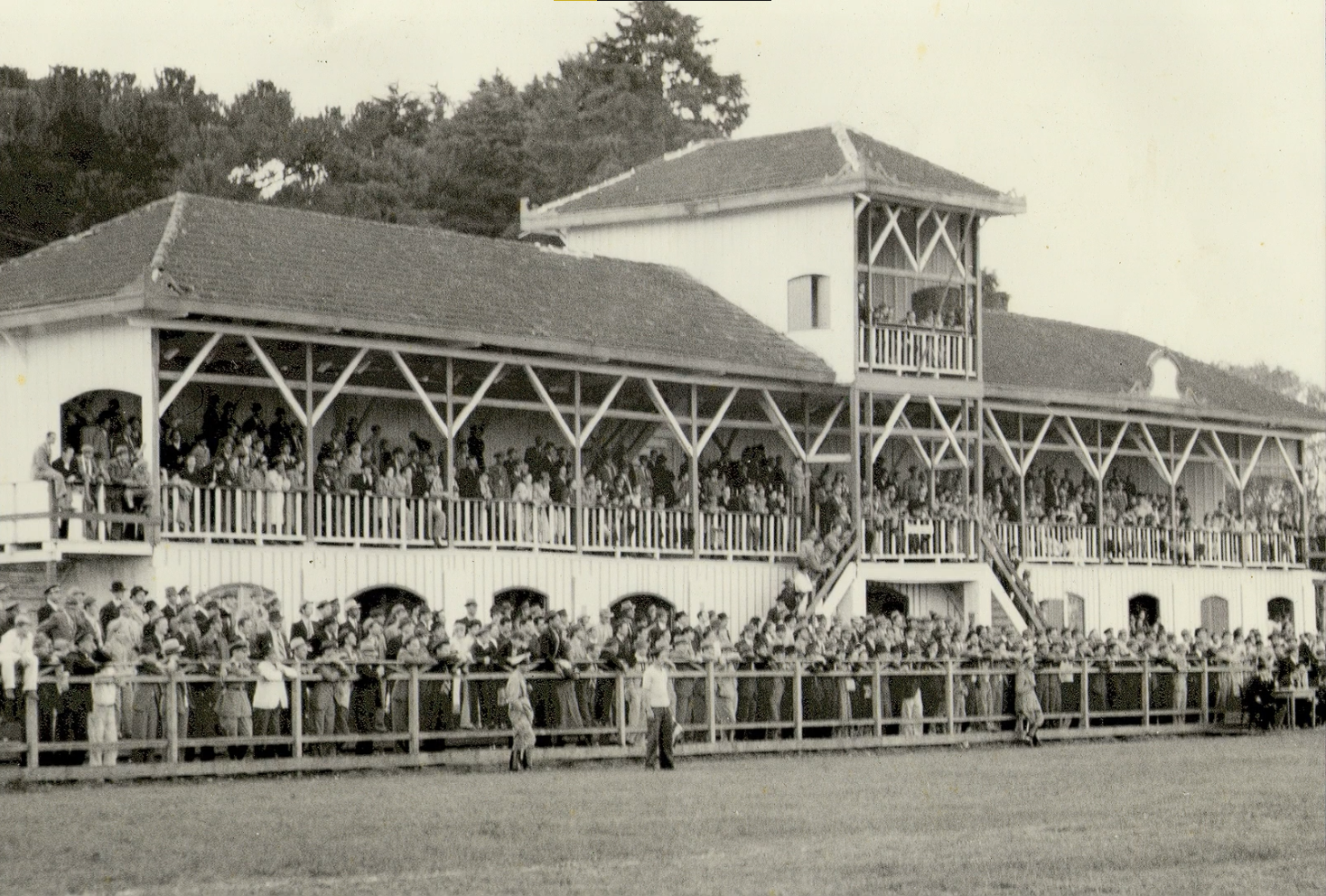
Estádio da Graciosa em 1927.

#### Estádio da Graciosa
Em 1915, o clube percebe que é necessário um local melhor para a prática do futebol. Arthur Iwersen cede uma parte do Parque da Graciosa, no bairro do Juvevê, para a construção de um novo estádio para o Coxa. Em 24 de junho de 1917, o Coritiba inaugura o Estádio da Graciosa, o time jogou lá até 1932.
(Também conhecido por "Cimento Armado" e "Barcarola", uma Praça Esportiva utilizada entre 1917 e 1945 pelo Coritiba, Britânia e o Palestra Itália).
Nesse meio período os diretores do clube sabiam que pro crescimento, era necessário um terreno pra construção de um estádio próprio.

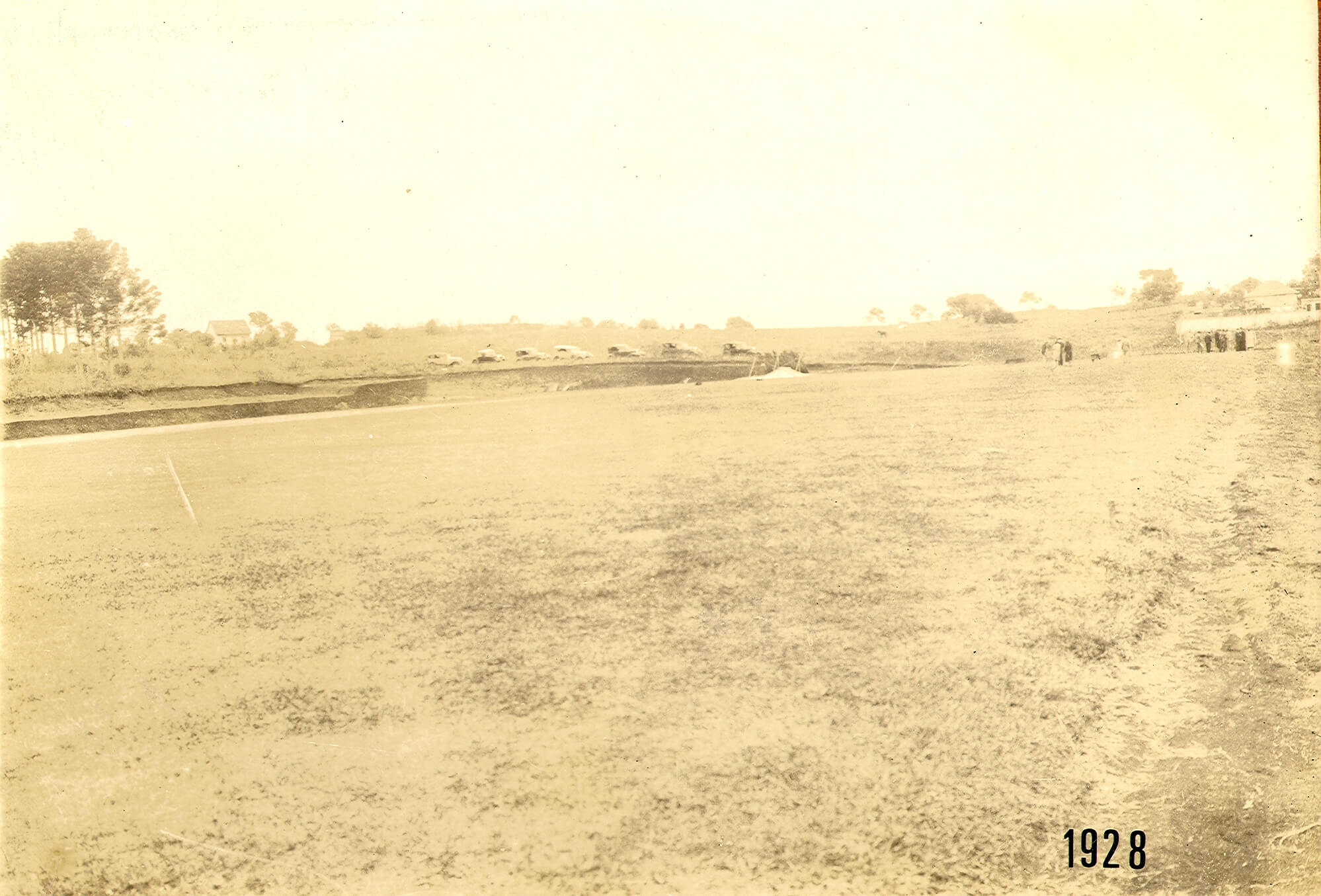
Terreno do Estádio em 1928.

A melhor proposta era de Nicolau Scheffer, um terreno no bairro do Alto da Glória ao lado do Cemitério Protestante, e em 1928 Major Antônio Couto Pereira adquiriu o terreno pra construção do estádio do Coritiba. Dois anos depois, era aprovada a planta geral desse estádio. E em 20 de novembro de 1932, o Estádio Belfort Duarte era inaugurado. 

### A Construção (1929-1932)

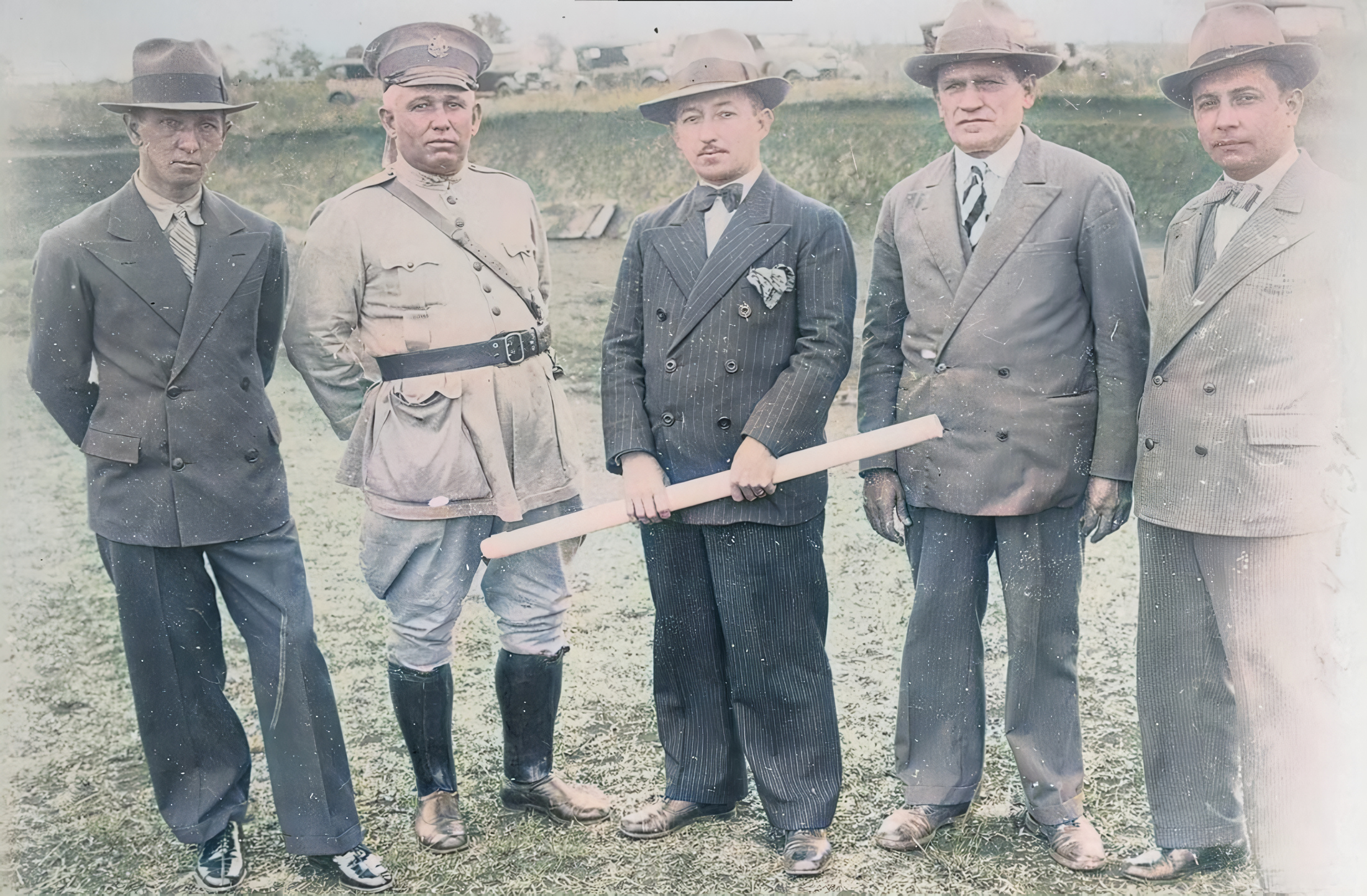
Comissão com Antônio Couto Pereira no meio com a planta geral enrolada em sua mão. (Escala e Colorização feitas por IA)

Em 1929, é criada a Comissão Pró-Estádio, composta por Juscelin de Souza, João Master Sobrinho, Antônio Couto Pereira, Pedro Pizzatto, João Viana Seiler e Raul Pinto de Lara. Em seguida, iniciam-se as atividades, como a contratação do serviço de terraplenagem.

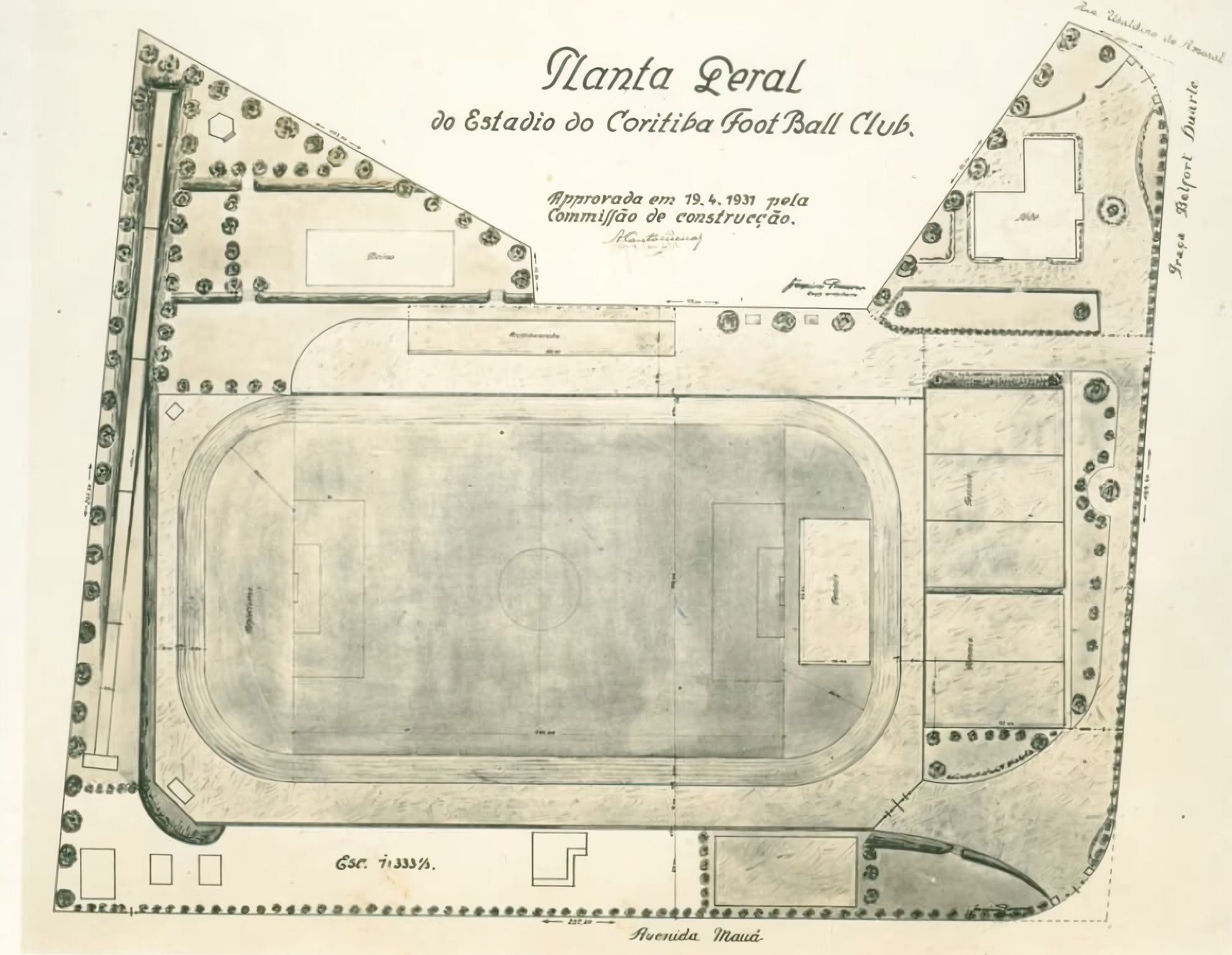
Planta Geral do Estádio.

Em 1931 é aprovada e apresenta o projeto das arquibancadas e a planta geral do estádio, ambas feitas pelo engenheiro e arquiteto Francisco Pinou.  
No mesmo ano é iniciada a construção das arquibancadas e o campo é preparado pra receber a grama.
Em 1932 a nova praça de esportes do Coritiba será batizada com o nome de Belfort Duarte, o Clube do Coritiba tinha apenas 23 anos, e não existia nenhum Coritibano falecido pra batizar o estádio com seu nome, a homenagem foi para o ex-jogador João Evangelista Belfort Duarte, o ex-jogador havia falecido em 1918, nos campos ele era conhecido pelo seu caráter e respeito com os rivais e companheiros de time, 1906 Duarte jogou e defendeu com a camisa do América-RJ.

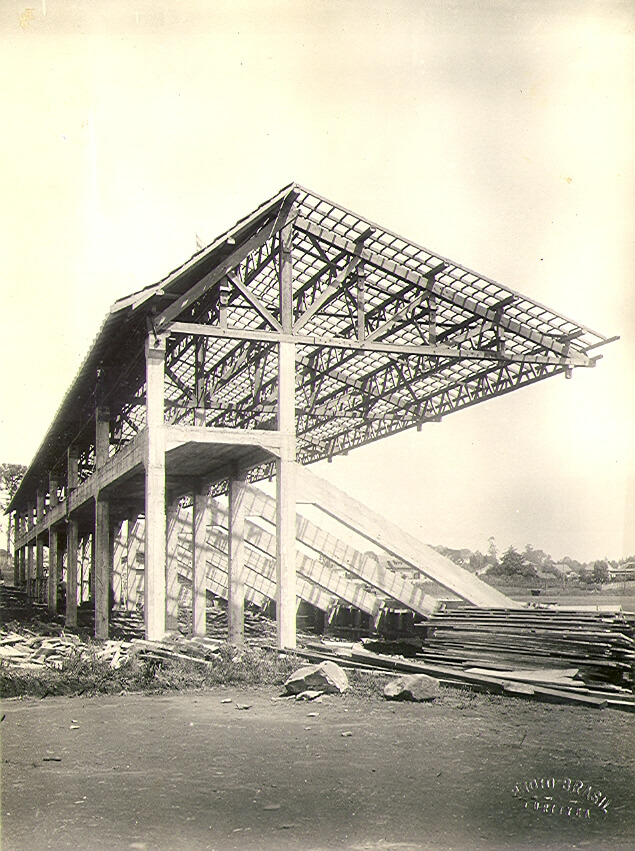
Ínicio da construção da arquibancada de alvenaria em 1931.

A construção como dita anteriormente, se inicia em 1932. A arquibancada pra 1500 pessoas (A primeira capacidade de público do Estádio) de alvenaria e com os assentos de madeira, mesmo o estádio estando em período de construção, o Coritiba realiza alguns eventos em seu futuro estádio, como jogos amadores, brincadeiras, gincanas entre outros.
Ao lado do gramado é construída uma quadra de basquete e uma de tênis. 

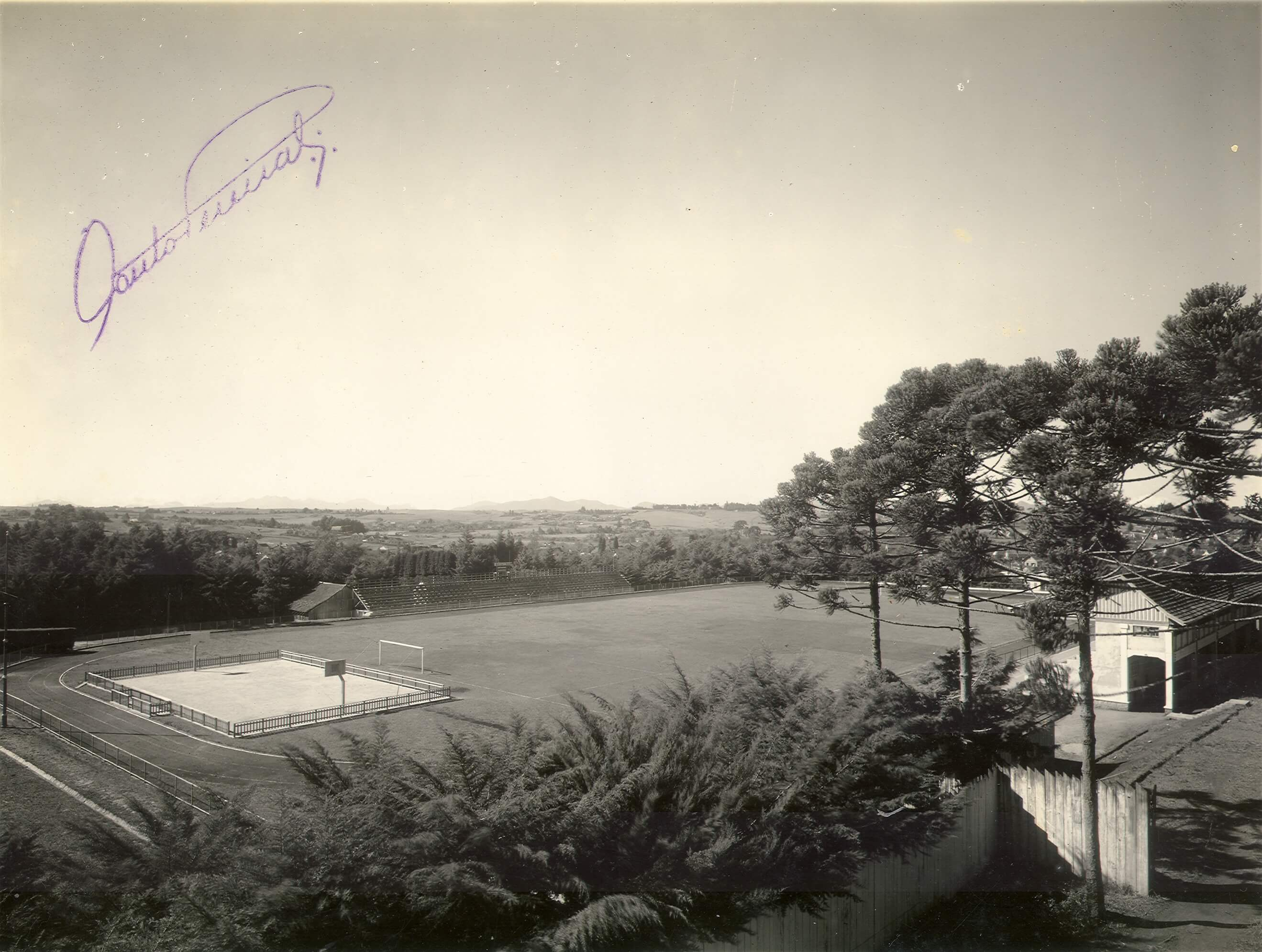
Quadra de basquete ao lado do campo em 1953

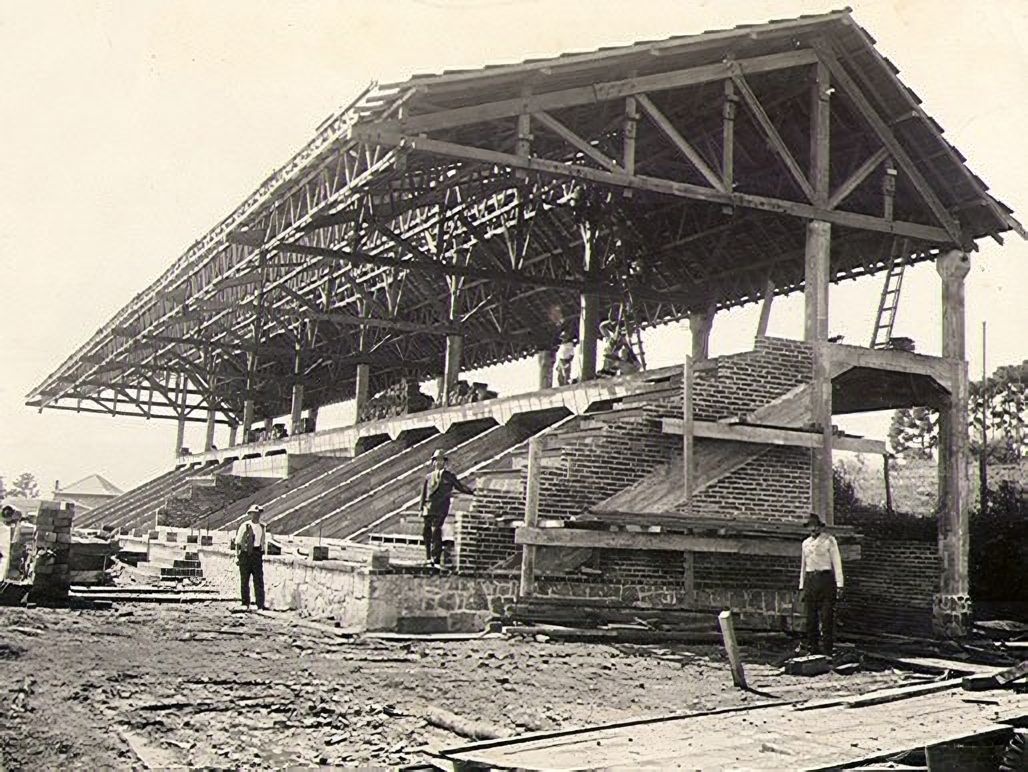
Construção da arquibancada em 1931

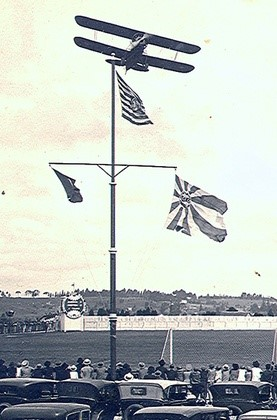
Matro da Bandeira na inauguração do estádio em 1932

No dia 15 de novembro de 1932, era inaugurado o mastro da bandeira do estádio, que permaneceu no local até 2005, localizado atrás do gol e na frente da arquibancada que hoje é o Setor Renato Follador Jr, um Conselheiro do Coritiba, dono de uma siderúrgica, fez a doação do mastro.

### Reforma em 2005

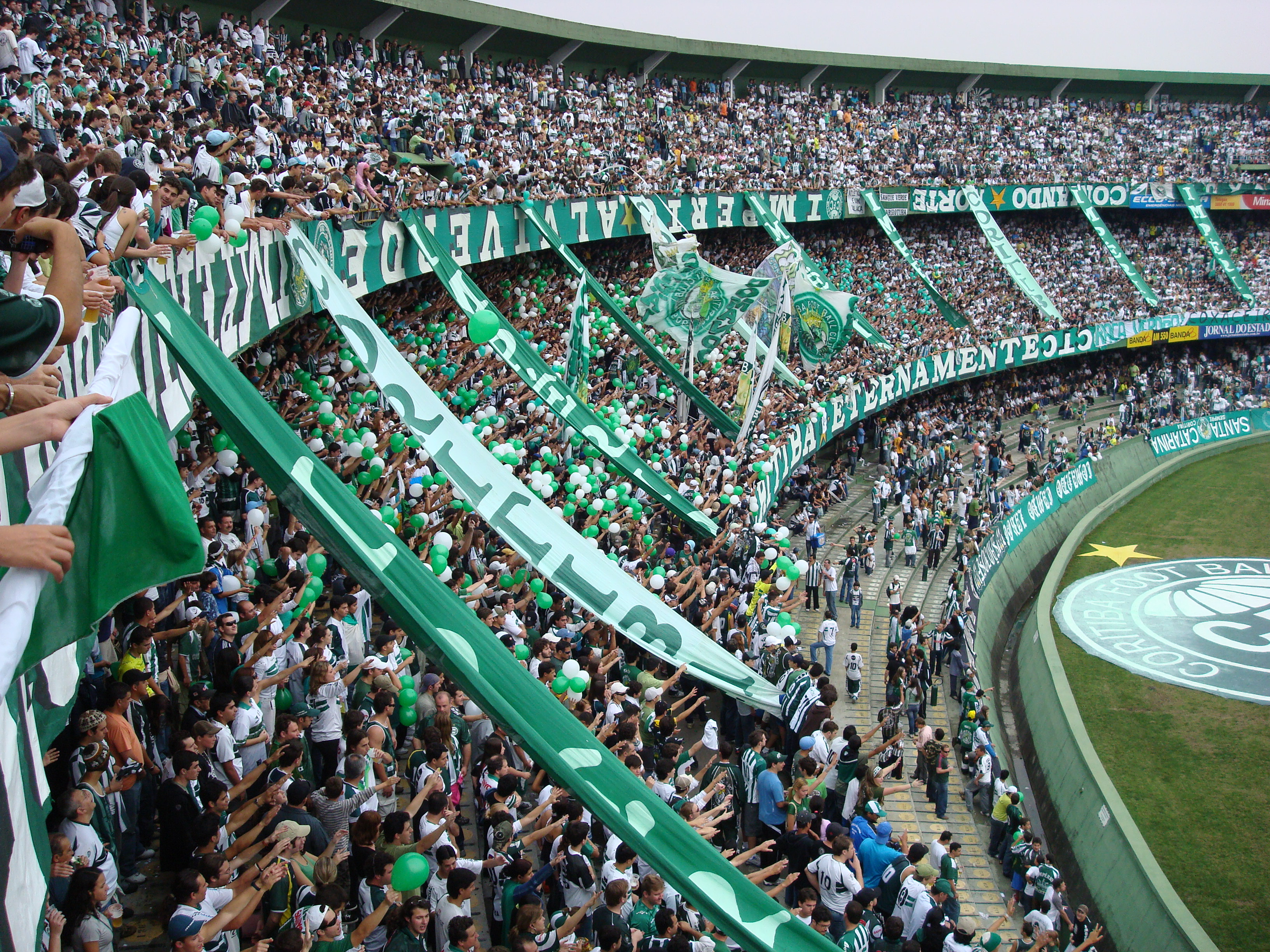
Visão interna do estádio no setor "Amâncio Môro" de arquibancada, espaço da Torcida Organizada Império Alviverde

Em 1 de maio de 2005, após mais de cinco meses de obras, o estádio foi reaberto.
Foi plantando uma nova grama, do tipo Bermuda 419, tida pelos especialistas como a melhor para a prática do futebol, além de um  sistema de drenagem mais eficaz.
As medidas do campo foram ampliadas para 109 x 72 metros, as grades que circundavam o fosso foram retiradas, tornando perfeita a visibilidade da partida de qualquer lugar do estádio.
As novas traves têm ferros de sustentação das redes um novo formato, mais adequado à segurança dos jogadores.
Os novos bancos de reservas atendem o padrão internacional de exigências estabelecidas pela FIFA, com as condições de conforto aos atletas (são bancos do tipo Recaro, padrão similar aos utilizados nos estádios do Barcelona e Ajax).
Em 2005 foram entregues 25 novos camarotes, todos de alto padrão, com TV, climatização, frigobar, piso em granito, banheiro individual, isolamento com vidro blindado, poltronas, atendimento de garçom via interfone, entre outros benefícios. No total, 370 pessoas podem assistir aos jogos no Couto Pereira utilizando-se dos camarotes.
Uma nova sala de imprensa foi construída, para as entrevistas antes e pós-jogo, com sistema de som e acesso à Internet.

### Passarela de troféus

Parte interna do estádio evidenciando o setor "Mauá" de cadeiras antes da reforma, em 2008

O Estádio Couto Pereira tem dois espaços que homenageiam o ex-presidente Amâncio Moro e o ex-jogador do América, Belfort Duarte, que durante mais de quarenta anos cedeu seu nome para o estádio curitibano.
Estes dois espaços possuem modernas instalações com praças de alimentação. O espaço Belfort Duarte conta com uma galeria onde estarão expostas fotos e 75 dos principais troféus da história do clube. Entre eles, o de Campeão Brasileiro em 1985 e o de Campeão do Torneio do Povo, em 1973.
Painéis fotográficos gigantes com imagens de várias fases do Couto Pereira, desde sua construção, passando por várias obras, ilustram o ambiente que tem seu piso todo em granito, na cor verde labrador.
O projeto da galeria foi executado pelo arquiteto coxa-branca Ricardo Carvalho. Cada vitrine comporta entre doze e vinte troféus, que foram selecionados entre os principais que o clube conquistou ao longo de mais de 100 anos. Um grupo de torcedores e pesquisadores, Os Helênicos, selecionou e realizou o levantamento histórico que conta mais sobre a história vitoriosa do Coritiba. O grupo é composto pelo jornalista Vinícius Coelho, pelo pesquisador Levi Mulfort e pelos torcedores Pierre Alexandre Boulos, Guilherme Straube, Alan Roger da Silva e Maurício Pasternack.

### Painéis
Vinte e dois painéis gigantes estão localizados nos anéis externos do Estádio Couto Pereira, com imagens que relembram a história do Clube Alviverde.
Em 2004 o Couto havia recebido letreiros de identificação do Estádio, feitos em aço e com iluminação especial, que permitem grande destaque do Estádio à noite.
No estacionamento, na entrada principal para o Estádio curitibano, está localizado o mastro que durante décadas esteve no gramado. O mastro foi doado em 15 de novembro de 1932 pelo conselheiro Eduardo Schinzel e será responsável por dar as boas-vindas aos torcedores do Coxa.
Em 1988, o presidente Bayard Osna determinou a construção de um centro de treinamento para o Coritiba. Foi adquirido um terreno na antiga estrada da Graciosa, próximo ao trevo do Atuba, cerca de nove quilômetros da sede principal, no Alto da Glória. Mas foi somente em 1995 que o segundo passo foi dado. Joel Malucelli, Sérgio Prosdócimo e Edson Mauad assumiram o Coritiba e deram início às obras.
O engenheiro José Arruda, na época Vice-presidente do clube, foi à pessoa que ficou responsável da comissão de obras. A maior parte do dinheiro que viabilizou a construção veio de contribuições mensais do Conselho Deliberativo, presidido na época por Manoel Antonio de Oliveira.

### Seleção Brasileira
Lista dos jogos da Seleção Brasileira no Couto Pereira, por amistosos e jogos das Eliminatórias da Copa do Mundo.
- Coritiba x Brasil, em 13 de novembro de 1968.
- Seleção do Paraná x Brasil, 22 de março de 1978.
- Brasil x Uruguai, 21 de junho de 1984.
- Brasil x Chile, 7 de outubro de 2001.[17]
- Brasil x Equador, 6 de setembro de 2024.[18]

### Shows
O Estádio Couto Pereira foi o palco de grandes apresentações artísticas, entre os quais:
- Menudo, em 1984.[19]
- Nina Hagen, em 6 de outubro de 1985.[20]
- Festival “Monsters of Rock”, com Iron Maiden, Motorhead, Skid Row e Helloween em 25 de agosto de 1996.[21]
- Maroon 5, em 14 de setembro de 2017.[22]
- Roger Waters, em 27 de outubro de 2018.[23]
- Paul McCartney, em 30 de março de 2019[24] e 13 de dezembro de 2023.[25]
- Metallica, em 7 de maio de 2022.[26]
- Coldplay, em 21 e 22 de março de 2023.[27]
- Foo Fighters, em 7 de setembro de 2023.[28]
- Red Hot Chili Peppers, em 13 de novembro de 2023.[29]
- Festival “I Wanna Be Tour”, com Simple Plan, A Day To Remember, Asking Alexandria, NX Zero, Pitty, entre outras em 3 de março de 2024.[30]
- Bruno Mars, em 31 de outubro e 1 de novembro de 2024.[31][32]
- Olivia Rodrigo, em 26 de março de 2025.[33]
- System of a Down, em 6 de maio de 2025.[34]

## Patrimônio

### CT da Graciosa
O CT da Graciosa foi inaugurado no dia 20 de dezembro de 1997. Em 2002, Giovani Gionédis assumiu o clube e começou um planejamento estrutural, que se iniciou com a ampliação e modernização do patrimônio Alviverde.
O CT conta com cinco campos oficiais de futebol (70x110m), com diferenciados gramados. Além disso, três vestiários, piscina térmica, estacionamento, comitê de imprensa. Para a área médica existe uma moderna clínica de fisiologia, uma completa academia, além de clínicas de fisioterapia, psicologia e nutrição.

### Corrida do Centenário
No dia 12 de outubro de 2009 comemorou-se o centenário do clube, com vários eventos no Couto Pereira. Logo no início da manhã, às 7h30, foi dada a largada para a maratona do Centenário. Cerca de duas mil pessoas compareceram para a corrida, conquistada por Ricardo Júlio do Santos, que completou o trajeto de 10 km em 32 minutos.

### Espaço 100 anos
Logo após o término da corrida, o clube inaugurou, em parceria com o grupo de pesquisa 'Helênicos', o "Espaço 100 anos", uma espécie de museu, que conta a trajetória do Coxa, por meio de camisas, faixas de campeões, fotos e flâmulas. Conta com diversas exposições relacionadas a fatos históricos do clube, seus atletas e sua torcida.
Localizado na rua Mauá, o espaço tem grama sintética aplicada ao seu piso. O projeto conta também com painéis e peças raras referentes a uniforme, ídolos e até mesmo à conquista de títulos.
Estiveram presentes, como convidados especiais, os ex-atletas Kruger, Pachequinho, Fedato, Toby e ex-presidentes, entre eles Aryon Cornelsen, Jacob Mehl e Giovani Gionédis.

#### Sala das Sensações
Atração do local é a sala das sensações, um local totalmente escuro, apenas com um telão no qual passam imagens gravadas no meio da torcida no Couto Pereira, além do Green Hell, visto por cima do estádio. Com um som muito alto, a pessoa tem a impressão de estar no meio da bateria da Império Alviverde.

## Couto Tour
O Couto Tour é uma visita guiada ao Estádio Major Antônio Couto Pereira. A experiência oferece aos visitantes a oportunidade de conhecer a história do clube e do estádio, além de ter acesso a áreas exclusivas normalmente inacessíveis ao público.
O tour tem duração de aproximadamente 50 minutos e é conduzido por guias experientes, que narram a história do Coritiba desde sua fundação em 1909 até os dias atuais. A visita inclui os seguintes locais:
- Sala de imprensa: Local onde os jogadores e técnicos concedem entrevistas após os jogos.
- Vestiário: Área onde os jogadores se preparam para as partidas.
- Túnel de acesso: Caminho que os jogadores percorrem para entrar em campo.
- Gramado: Campo de futebol onde o Coritiba manda seus jogos.
- Sala de troféus: Local onde estão expostos os títulos conquistados pelo clube.
- Camarote: Área VIP do estádio, com vista privilegiada para o campo.

### Outras informações
- Horário de funcionamento: Terça a sábado, das 10h às 16h.
- Ingressos: Podem ser comprados online ou na bilheteria do estádio.
- Valores: R$ 30,00 (inteira) e R$ 15,00 (meia).
- Acessibilidade: O tour é acessível a pessoas com deficiência.